# ويندوز إن تي 4.0
ويندوز أن تي 4.0 هو نظام تشغيل رسومي موجه للأعمال صمم، ليعمل إما على الحواسيب أحادية المعالجات أو متعددة المعالجات. وويندوز أن تي إحدى إصدارات خط ميكروسوفت ويندوز إن تي لأنظمة التشغيل، وقد أطلق للتصنيع في 29-7-1996 (إصدارته العمومية في 24-8-1996). وهو نظام ويندوز 32-بت يتوفر للخوادم ومحطات العمل على حد سواء مع بيئة رسومية مشابهة لتلك الموجودة في ويندوز 95. وقد أتبعه ويندوز 2000 في 2-2000. يصنف ويندوز إن تي بأنه نظام تشغيل نواته هجينة.

## وصلات خارجية
- الموقع الرسمي